# Emil Frei (Politiker)
Emil Frei (* 1. Juli 1897 in Horgen; † 6. Dezember 1987 in Winterthur, reformiert, später konfessionslos, heimatberechtigt in Eglisau und Winterthur) war ein Schweizer Lehrer und Politiker (SP).

## Leben
Emil Frei wurde als Sohn des Schreiners Wilhelm Frei geboren. Er besuchte in seinem Geburtsort Horgen die Volksschule. Von 1913 bis 1917 besuchte er das Lehrerseminar in Küsnacht und wurde dann 1923 zum Primarlehrer in Wülflingen gewählt. 1928 wurde er für die Sozialdemokratische Partei (SP) in den Grossen Gemeinderat gewählt.
1930 beendete er die Tätigkeit als Primarlehrer und wurde auf Vorschlag der SP Stadtrat, verantwortlich für das Schulwesen und damit Leiter des Schulamts in Winterthur. Von 1946 bis zu seinem Rücktritt 1962 war er stellvertretender Vorsitzender des Stadtrats.
Er war von 1932 bis 1940 Kantonsrat von Zürich und von 1939 bis 1963 Nationalrat.
Ab 1948 engagierte er sich in der Stiftung Pro Juventute, die sich für die Unterstützung von Familien sowie für Kinderrechte einsetzte. Dort war er von 1958 bis zu seinem Ausscheiden aus diesen Funktionen 1971 Präsident der Stiftungskommission und Vizepräsident des Stiftungsrates.
Als vom Nationalrat bestelltes Mitglied war er ab 1960 Mitglied der Schweizerischen Naturforschenden Gesellschaft.
Er war seit 1924 mit Pauline (geb. Theiler) verheiratet und starb am 6. Dezember 1987 in Winterthur.

## Leistungen und Positionen
Emil Frei prägte das Schulwesen von Winterthur. Er versuchte durch Unterrichtsreformen Schüler nach ihren individuellen Begabungen zu fördern und beachtete dabei auch soziale Gesichtspunkte. Er begründete die Elternschule als Vorläufer der Erziehungsberatung. Er verfasste zahlreiche Artikel und Aufsätze zum Erziehungswesen.
Nach dem Zweiten Weltkrieg nahm auch in der Schweiz die Berufstätigkeit von Müttern zu. Frei war 1957 der Meinung, dass die Jugendkriminalität eine direkte Folge der weiblichen Erwerbstätigkeit sei. Schon ab Beginn der 1950er Jahre hatte Frei gegen die Berufstätigkeit von Müttern politisch angekämpft. Er sah darin einen Grund für die Verwahrlosung von Kindern. Dabei kritisierte er, dass die Väter nicht mehr genug verdienen könnten, um alleine die Familie zu ernähren. Berücksichtigt werden muss dabei, dass die Alleinverdienerehe in jener Zeit politischer Konsens in der Schweiz war. Frei begründete seine Forderungen mit psychologischen Vorteilen für das Kind, wenn es ständig von der Mutter betreut werde. Auch praktisch setzte er dies um und verbuchte es als Erfolg, dass es zwei seiner Hortleiterinnen gelungen sei, insgesamt elf Mütter zur Aufgabe der Erwerbsarbeit zu bewegen.
Frei war hauptverantwortlich bei der Begründung der staatlich organisierten Elternfortbildung. In Winterthur gab es schon seit 1943 von sozialistischen und bürgerlichen Frauen gegründete Mütterschulen, die ab 1951 auch Kurse für Männer veranstalteten. Gemeinsam mit dem Leiter des Jugendamtes gründete Frei 1952 die «Arbeitsgemeinschaft für Elternschulung», welche die Kurse koordinierte und organisierte sowie bei der Aus- und Fortbildung der Kursleiterinnen tätig war. Dieses Modell diente anderen Kantonen als Vorbild und wurde von diesen übernommen. Den Bedarf sah Frei besonders darin, dass die moderne Konsumgesellschaft mit den damals neuen Erscheinungen von Radio, Werbung und Filmen sowie der leichteren Verfügbarkeit von Genussmitteln wie Alkohol und Zigaretten die Erziehung der Kinder sehr viel schwerer mache als zuvor. In der Elternschule sah er eine gleichwertige Bildung auch für die Väter als Erzieher für wichtig an. Gleichzeitig hoffte er durch die Elternschulen der Zerrüttung von Ehen vorzubeugen.
Als 1959 erstmals die Zeitung Blick erschien, klagte Frei im Parlament über Zeitschriften, «die sich mit Korruptions- und Skandalaffären sowie mit schlüpfrigen Stoffen aller Art befassen». Daraufhin versprach der Bundesrat, die Zollkontrollen zu verschärfen.

## Werke
- Mißbrauchte Mütterkraft oder Die Erwerbsarbeit der Mütter und ihre Folgen. Genossenschaftsbuchhandlung Winterthur, 1941.
- Die Elternschule. Dargestellt auf Grund von Winterthurer Erfahrungen seit 1943. Verlag des Schulamtes der Stadt Winterthur, 1957.